# Béchi-panzalini
Il béchi-panzalini o filone a due tagli è un pane tipico della provincia di Trento.
Si tratta di un pane a base di farina frumento di tipo 0, lievito, sale e acqua. Alla farina di frumento può essere aggiunta una parte di farina di malto. Può essere realizzato tramite biga o per impasto diretto. Ha forma allungata, due caratteristiche punte alle estremità, e due tagli trasversali da cui prende il nome italiano.
Con certezza è diffuso in tutta la provincia sin dagli anni Venti del XX secolo, ma con ogni probabilità l'origine è più antica.
Il filone a due tagli è tutelato quale Prodotto agroalimentare tradizionale.